# Ж
Ж, ж (en cursiva: Ж, ж) és una lletra de l'alfabet ciríl·lic. Representa el so fricatiu postalveolar sonor /ʒ/, semblant a la G de Girona o gerro. És la setena lletra en l'alfabet búlgar, la vuitena al belarús, macedònic, rus i serbi i novena a l'alfabet ucraïnès. Un exemple del seu ús: Жук [ʒuk] (escarabat). En rus també pot representar el so de la Ш quan va al final del mot: Муж.

## Taula de codis
| Codificació de caràcters | Tipus     | Decimal | Hexadecimal | Octal  | Binari              |
| ------------------------ | --------- | ------- | ----------- | ------ | ------------------- |
| Unicode                  | Majúscula | 1046    | 0416        | 002026 | 0000 0100 0001 0110 |
| Unicode                  | Minúscula | 1078    | 0436        | 002066 | 0000 0100 0011 0110 |
| ISO 8859-5               | Majúscula | 182     | B6          | 266    | 1011 0110           |
| ISO 8859-5               | Minúscula | 214     | D6          | 326    | 1101 0110           |
| KOI 8                    | Majúscula | 246     | F6          | 366    | 1111 0110           |
| KOI 8                    | Minúscula | 214     | D6          | 326    | 1101 0110           |
| Windows 1251             | Majúscula | 198     | C6          | 306    | 1100 0110           |
| Windows 1251             | Minúscula | 230     | E6          | 346    | 1110 0110           |